# Saint-Pierre-de-Maillé
Saint-Pierre-de-Maillé – miejscowość i gmina we Francji, w regionie Nowa Akwitania, w departamencie Vienne.
Według danych na rok 1990 gminę zamieszkiwało 959 osób, a gęstość zaludnienia wynosiła 13 osób/km² (wśród 1467 gmin regionu Poitou-Charentes, Saint-Pierre-de-Maillé plasuje się na 326. miejscu pod względem liczby ludności, natomiast pod względem powierzchni na miejscu 7.).